# Concordia (Argentyna)
Concordia – miasto we wschodniej Argentynie, w prowincji Entre Ríos, port nad rzeką Urugwaj, naprzeciw urugwajskiego miasta Salto. Około 158 tys. mieszkańców.
W mieście rozwinął się przemysł spożywczy oraz drzewny.